# Pan Tadeusz
Pan Tadeusz (în poloneză Pan Tadeusz, czyli Ostatni zajazd na Litwie) este un poem epic din 1834 al scriitorului polonez Adam Mickiewicz.